# Vanamõisa (Torma)
Vanamõisa – wieś w Estonii, w prowincji Jõgeva, w gminie Torma.